# Объединённая лейбористская партия Гренады
Объединённая лейбористская партия Гренады (англ. Grenada United Labour Party) — гренадская политическая партия, старейшая на острове. Основана Эриком Гейри. Выступала с позиций социального радикализма, активно боролась за независимость Гренады. Находилась у власти в 1961—1962 и 1967—1979 годах. Являлась политической опорой диктатуры Гейри. В идеологии партии разных периодов синтезировались социал-демократические, левопопулистские и праворадикальные черты. После событий 1979—1983 в основном утратила влияние.

## Путь к власти
В 1950 году Эрик Гейри основал Гренадский союз работников физического, морского и интеллектуального труда (GMMIWU). В качестве политического крыла профсоюза была создана Народная партия Гренады, вскоре переименованная в Объединённую лейбористскую партию Гренады (GULP). Профсоюз и партия Гейри активно участвовали во всеобщей забастовке и массовых беспорядках (Red Sky — Красное небо; название события получили из-за многочисленных поджогов) 1951 года.
Радикальные популистские лозунги, политическая активность и личная харизма Гейри сделали партию популярной в социальных низах Гренады, особенно среди сельской бедноты. На выборах 1951 года GULP, будучи единственной участвовавшей партией (остальные кандидаты шли как независимые), получила 64,2 % голосов и 6 из 8 депутатских мест. Впоследствии влияние партии снизилось, но в 1954 и 1957 она собирала около 45 %. Противники GULP консолидировались в консервативной Национальной партии Гренады Герберта Блейза и Народном демократическом движении.
В 1961 году GULP вновь победила на выборах, завоевав 8 из 10 мест. Провалившись на следующих выборах, с 1962 по 1967 находилась в оппозиции правительству Блейза. В 1967 GULP пришла к власти. Эрик Гейри оставался главой правительства до 1979 — сначала как премьер ассоциированного с Великобританией государства (1967—1974), затем как премьер-министр независимой Гренады (1974—1979).

## Диктатура гейризма
Правление Гейри носило характер авторитарной диктатуры. Партия GULP являлась политической опорой режима. Эта функция наложила отпечаток на партийную идеологию. Наряду с традиционным лейборизмом, социал-демократией и левым популизмом, в ней появились выраженные ультраправые мотивы. В советских источниках GULP («официально „лейбористская“») причислялась к «правобуржуазным» и «проимпериалистическим» партиям. Этому способствовал антикоммунизм взглядов Гейри и программы GULP.
В гренадской политике утвердилось понятие гейризм — своеобразный синтез лево- и праворадикальных черт, характерный для Эрика Гейри. Этот набор установок сделался реальной идеологией GULP.
Для отстранения от власти режима Гейри была сделана попытка сформировать коалицию консерваторов из Национальной партии Герберта Блейза и марксистов из партии Мориса Бишопа Новое движение ДЖУЭЛ — Народный альянс. На выборах 1976 года оппозиции удалось сформировать значительную парламентскую фракцию. Некоторые функционеры режима потерпели поражение при голосовании. Однако в целом избирательный процесс жёстко контролировался властями. Оппозиция преследовалась парамилитарным формированием Банда мангустов.
Политический аппарат партии курировал заместитель премьер-министра Герберт Прюдомм. Видную роль в кабинетах Эрика Гейри играла его жена Синтия Гейри. Из доверенных политических функционеров известны министр спорта Рой Сент-Джон, министр сельского хозяйства Крайслер Томас, парламентский представитель премьера и куратор полицейских сил Норман де Соуса, министр финансов Джордж Хостен, министр развития и инвестиций Фрэнклин Дональд, спикер палаты представителей Хьюберт Алексис. «Бандой мангустов» командовал водитель такси и преступник-рецидивист Мослин Бишоп.

## Свержение и запрет. Возвращение в политику
В марте 1979 в результате государственного переворота было свергнуто правительство Гейри. К власти пришло Новое движение ДЖУЭЛ. Объединённая лейбористская партия была запрещена, ряд активистов подвергся репрессиям.

Что бы мы ни говорили теперь о сделанном тогда выборе, налицо печальный факт: люди были возмущены позорным поведением и бесчеловечными действиями тогдашнего правительства GULP.

Ллойд Ноэл, бывший генеральный прокурор Гренады.

В октябре 1983 марксистский режим был свергнут американской интервенцией. GULP была релегализована, Эрик Гейри вернулся на Гренаду и снова претендовал на власть. Однако восстановление «гейристского» режима не устраивало ни большую часть гренадского общества, ни администрацию США. Против GULP была создана правоцентристская коалиция, принявшая форму Новой национальной партии (NNP) во главе с Гербертом Блейзом.
Первоначально GULP сохраняла серьёзную поддержку, особенно в сельской местности. На выборах в декабре 1984 года партия собрала 36 % голосов, однако в силу особенностей избирательной системы получила лишь парламентский 1 мандат. После этого влияние партии неуклонно снижалось.

## Падение влияния
От выборов 1990 до выборов 2003 доля голосов, отданных GULP, сократилась с 28 % до менее 5 %. При голосовании 1999 GULP впервые не прошла в парламент, но получила один мандат в результате перехода в GULP депутата из NNP. С 2003 партия в парламенте не представлена.
К выборам 2008 GULP в союзе с Народным лейбористским движением Фрэнсиса Алексиса создала Лейбористскую платформу, но получила лишь 0,84 % голосов. На выборах 2013 этот показатель уменьшился до 0,02 %.

## Лидеры
Эрик Гейри оставался бессменным лидером GULP. После его смерти в 1997 году партию возглавил Герберт Прюдомм, заместитель премьер-министра Гейри в последнем правительстве GULP. В 2003 году лидером GULP была избрана Глория Пэйн-Банфилд, прежде занимавшая посты в администрациях Эрика Гейри, Мориса Бишопа, Николаса Брэтуэйта и Герберта Блейза, а также представлявшая Гренаду в ООН после 1983. Пэйн-Банфилд стала первой в истории Гренады женщиной во главе политической партии.
В 2007 GULP возглавил Уилфред Хейс. Почётным членом исполнительного совета партии являлся Герберт Прюдомм, символизирующий связь времён. Видную роль играл Рейнольд Бенджамин, один из создателей Демократического движения Гренады. Партийные наградные знаки демонстративно вручались ветеранам гейризма, в т.ч. Герберту Прюдомму и Норману де Соусе.
Штаб-квартира GULP расположена не в столице Сент-Джорджесе, а во втором по величине городе Гренады Гренвилле, близ которого родился Эрик Гейри. Печатный орган партии — газета The Grenada Guardian — Страж Гренады.

## Традиция и эволюция
Партия GULP подчёркивает неизменную верность традициям Дядюшки Гейри, которого считает борцом за национальное и социальное освобождение гренадцев. В то же время в партийной идеологии на первый план вышли мотивы демократического и христианского социализма. Партия призывает перераспределить национальный доход в пользу малоимущих, бороться с преступностью и коррупцией, стимулировать экономическое развитие.